# 시모이나군

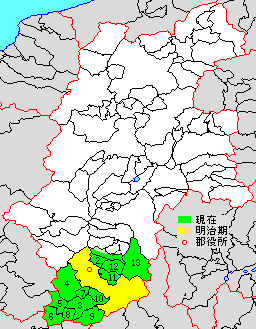
시모이나군의 위치

시모이나군(일본어: 下伊那郡, しもいなぐん)은 일본 나가노현의 군이다. 일본에서 가장 많은 13개 정촌으로 이뤄져 있다.
인구 53,564명, 면적 1,270.25km², 인구밀도 42.2명/km².(2025년 6월 1일, 추계인구)
이하 3정 10촌으로 구성된다.
- 아난정(阿南町)
- 다카모리정(高森町)
- 마쓰카와정(松川町)
- 아치촌(阿智村)
- 우루기촌(売木村)
- 오시카촌(大鹿村)
- 시모조촌(下條村)
- 다카기촌(喬木村)
- 덴류촌(天龍村)
- 도요오카촌(豊丘村)
- 네바촌(根羽村)
- 히라야촌(平谷村)
- 야스오카촌(泰阜村)

## 군역
1879년 행정 구역으로 출범할 당시의 군역은 위의 3정 10촌에 이다시를 합치고, 마쓰카와정의 일부를 제외한 구역에 해당한다.

## 역사

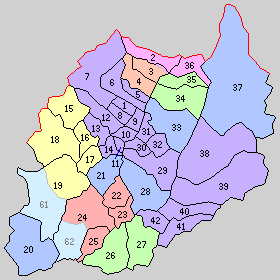
1.이다정 2.오시마촌 3.야마부키촌 4.이치다촌 5.자코지촌 6.가미사토촌 7.가미이다촌 8.가나에촌 9.마쓰오촌 10.다쓰오카촌 11.시모카와지촌 12.이가라촌 13.야마모토촌 14.미호촌 15.세이나이지촌 16.오치촌 17.고카촌 18.지사토촌 19.나미아이촌 20.네바촌 21.시모조촌 22.도미쿠사촌 23.오시모조촌 24.유타카촌 25.아사게촌 26.가미하라촌 27.히라오카촌 28.야스오카촌 29.지요촌 30.다쓰에촌 31.시모히사카타촌 32.가미히사카타촌 33.다카기촌 34.구마시로촌 35.가와노촌 36.이쿠타촌 37.오시카촌 38.가미촌 39.기사와촌 40.와다촌 41.야에고우치촌 42.미나미와다촌 (보라:이다시, 분홍:마쓰카와정, 등색:다카모리정, 빨강:아난정, 노랑:아치촌, 아래 녹색:덴류정, 윗쪽 녹색:도요오카촌, 파랑;합병 없음, 하늘색:분리되어 현존하는 촌 61.히라야촌 62.우루기촌)

- 1889년 4월 1일 - 정촌제 시행으로, 아래의 정촌이 발족.(1정 41촌)
  - 이다정(飯田町): 현 이다시
  - 오시마촌(大島村): 현 마쓰카와정
  - 야마부키촌(山吹村), 이치다촌(市田村): 현 다카모리정
  - 자코지촌(座光寺村), 가미사토촌(上郷村), 가미이다촌(上飯田村), 가나에촌(鼎村), 마쓰오촌(松尾村), 다쓰오카촌(竜丘村), 시모카와지촌(下川路村), 이가라촌(伊賀良村), 야마모토촌(山本村), 미호촌(三穂村): 현 이다시
  - 세이나이지촌(清内路村), 오치촌(会地村), 고카촌(伍和村), 지사토촌(智里村): 현 아치촌
  - 나미아이촌(波合村): 현 아치촌, 히라야촌
  - 네바촌(根羽村): 현 네바촌
  - 시모조촌(下條村): 현 시모조촌
  - 도미쿠사촌(富草村), 오시모조촌(大下条村): 현 아난정
  - 유타카촌(豊村): 현 우루기촌, 아난정
  - 아사게촌(旦開村): 현 아난정
  - 가미하라촌(神原村), 히라오카촌(平岡村): 현 덴류촌
  - 야스오카촌(泰阜村): 현 야스오카촌
  - 지요촌(千代村), 다쓰에촌(竜江村), 시모히사카타촌(下久堅村), 가미히사카타촌(上久堅村): 현 이다시
  - 다카기촌(喬木村): 현 다카기촌
  - 구마시로촌(神稲村), 가와노촌(河野村): 현 도요오카촌
  - 이쿠타촌(生田村): 현 마쓰카와정
  - 오시카촌(大鹿村): 현 오시카촌
  - 가미촌(上村), 기사와촌(木沢村), 와다촌(和田村), 야에고우치촌(八重河内村), 미나미와다촌(南和田村): 현 이다시
- 1927년 4월 1일 - 시모카와지촌이 개칭하여 가와지촌(川路村)이 됨.
- 1929년 4월 1일 - 가미이다촌의 일부가 이다정에 편입. 가미이다촌의 잔여부가 정제 시행으로 가미이다정(上飯田町)이 됨.(2정 40촌)
- 1934년 4월 1일 - 나미아이촌(波合村)이 분리되어, 일부에 나미아이촌(浪合村), 잔여부에 히라야촌(平谷村)이 발족.(2정 41촌)
- 1937년 4월 1일 - 이다정·가미이다정이 합병하여, 이다시(飯田市)가 발족, 군에서 이탈.(41촌)
- 1948년 7월 1일 - 유타카촌이 분리되어, 일부에 우루기촌(売木村), 잔여부에 와고촌(和合村)이 발족.(42촌)
- 1954년 4월 1일 - 가나에촌이 정제 시행으로 가나에정(鼎町)이 됨.(1정 41촌)
- 1955년 4월 1일(1정 38촌)
  - 와다촌·야에고우치촌·미나미와다촌이 합병하여, 도야마촌(遠山村)이 발족.
  - 구마시로촌·가와노촌이 합병하여, 도요오카촌(豊丘村)이 발족.
- 1956년 9월 30일(2정 27촌)
  - 오시마촌이 가미이나군 가미카타기리촌과 합병하여 마쓰카와정(松川町)이 발족.
  - 자코지촌·마쓰오촌·다쓰오카촌·미호촌·이가라촌·야마모토촌·시모히사카타촌이 이다시와 합병하여, 새로이 이다시가 발족, 군에서 이탈.
  - 오치촌·지사토촌·고카촌이 합병하여, 아치촌(阿智村)이 발족.
  - 히라오카촌·가미하라촌이 합병하여, 덴류촌(天龍村)이 발족.
- 1957년)7월 1일(4정 22촌)
  - 야마부키촌·이치다촌이 합병하여, 다카모리정(高森町)이 발족.
  - 오시모조촌·와고촌·아사게촌이 합병하여, 아난정(阿南町)이 발족.
- 1959년
  - 4월 1일(4정 20촌)
    - 아난정·도미쿠사촌이 합병하여, 새로이 아난정이 발족.
    - 이쿠타촌이 마쓰카와정에 편입.

  - 8월 1일 - 다카모리정의 일부가 마쓰카와정에 편입.
- 1960년 4월 1일 - 도야마촌·기사와촌이 합병하여, 미나미시나노촌(南信濃村)이 발족.(4정 19촌)
- 1961년 3월 31일 - 가와지촌이 이다시에 편입.(4정 18촌)
- 1964년 3월 31일 - 지요촌·다쓰에촌·가미히사카타촌이 이다시에 편입.(4정 15촌)
- 1970년 4월 1일 - 가미사토촌이 정제 시행으로 가미사토정(上郷町)이 됨.(5정 14촌)
- 1984년 12월 1일 - 가나에정이 이다시에 편입.(4정 14촌)
- 1993년 7월 1일 - 가미사토정이 이다시에 편입.(3정 14촌)
- 2005년 10월 1일 - 가미촌·미나미시나노촌이 이다시에 편입.(3정 12촌)
- 2006년 1월 1일 - 나미아이촌이 아치촌에 편입.(3정 11촌)
- 2009년 3월 31일 - 세이나이지촌이 아치촌에 편입.(3정 10촌)

## 같이 보기
- 이나군
- 가미이나군